# 舒布拉涅齊河
舒布拉涅齊河（烏克蘭語：Шубранець），是烏克蘭的河流，位於該國西南部切爾諾夫策州，屬於普魯特河的左支流，河道全長25公里，流域面積205平方公里，支流有扎杜布里夫卡河和莫什基夫河。